# A Christmas Song (MONKEY MAJIKの曲)
「A Christmas Song」（ア・クリスマス・ソング）は、MONKEY MAJIKが「Monkey Majik + 小田和正」名義で2012年12月5日に発売した17枚目のシングル。

## 概要
小田和正とのコラボレーションシングルであり、MONKEY MAJIK初のクリスマスソング。
カップリングには二曲のカバー曲が収録された。テーマは「家族の絆」。
メンバーは、2011年6月に横浜文化体育館で行われた小田のライブで彼と初対面して以降、共演を繰り返して親交を深めていた。2012年9月に心境を綴った手紙を小田に送り、小田がこれに共感したことから今回のコラボレーションが実現した 。
2012年11月7日に発売予定だったが、コラボレーションの都合により、同時発売のENGLISH BEST同様12月5日に延期された。
11月21日付のUSENリクエストランキングでは発売日前にして1位を獲得した  。

## 収録曲
1. A Christmas Song / Monkey Majik+小田和正
  - 2012SENDAI光のページェントテーマソング
2. LET IT SNOW LET IT SNOW LET IT SNOW （カバー曲）
3. Have Yourself A Merry Little Christmas （カバー曲）